# Рассел Оберлін
Рассел Кіз Оберлін (англ. Russell Keys Oberlin; 11 жовтня 1928, Акрон, Огайо, США — 25 листопада 2016) — американський співак і член-засновник ансамблю «New York Pro Musica Antiqua», один з перших контртенорів США, який отримав визнання на думку «Нью-Йоркер». Безпосередній учасник відродження стародавньої музики у 1950-х — 1960-х роках. Оберлін співав по обидва боки Атлантики і привніс «повний, теплий, насичений вібрато тон» у свої сольні концерти, записи та виступи, з репертуаром починаючи від літургійної драми XIII століття «П'єса Даниїла» до опери XX століття «Сон літньої ночі».

## Біографія
Народився у 1928 році в Акроні, штат Огайо. Він професійно співав у дитинстві та навчався в Джульярдській школі у Нью-Йорку з 1948 до 1951 рік, почавши кар'єру тенора ще до закінчення навчання. У 1952 році він був одним із засновників нью-йоркської «Pro Musica Antiqua», з якою виступав як соліст з репертуаром музики Середньовіччя та доби Відродження, спочатку як високий тенор, але незабаром виконував альтові партії, оскільки проявився його незвичайний вокальний діапазон. Він регулярно виступав з ансамблем до 1959 року, а пізніше — як запрошений соліст. Оберлін знявся в ролях князя Валтасара й ангела-вісника у знаній постановці «Pro Musica» середньовічної літургійної музичної драми «П'єса Даниїла», вперше представленій у Клойстерс у січні 1958 року, виступ який записали, а також у 1965 році версія суспільного телебачення, яка стала щорічною різдвяною телепередачею. «У супроводі багатовікових інструментів, зібраних Ноа Грінбергом, — згадував Джордж Бірнбаум, — я підозрюю, що багато людей, зокрема і я, датують своє особисте входження в цей дивний світ готичного звуку з моменту, коли почули характерний, пронизливий голос Рассела Оберліна у такому діапазоні, який Бйорлінг чи Паваротті ніколи і не спробували б».
«П'єса Даніеля» — «поштовхнула рух стародавньої музики у США та зробила зіркою контртенора Рассела Оберліна», — згадує «Нью-йоркер». Оберлін став, як писав Пітер Девіс, «протягом багатьох років самотнім практиком будь-якої ноти» «типу голосу, який ніколи раніше не процвітав в Америці». Оберлін описав себе як контртенора, чий «природно високий теноровий голос» дозволяв співати контртеноровий репертуар без використання фальцету. «У той час, коли термін „контратенор“ передбачав „церковне“ англійське звучання, — писав Айра Сіфф в „Opera News“, — багатий, красивий (і не вільний від вібрато) голос Рассела Оберліна створив бажану альтернативу для любителів стародавньої та барокової музики… Оберлін змінив суспільні уявлення та розширив можливості для сучасних контртенорів».
Оберлін брав участь у записі Леонардом Бернстайном «Месії» Генделя у 1955 році. Він співав партію Оберона (створену Альфредом Деллером на Альдебурзькому фестивалі) на прем'єрі опери Бріттена «Сон літньої ночі» у Ковент-Гардені під диригентством Георга Шолті у 1961 році, а також на північноамериканській прем'єрі опери у Ванкувері, Канада, і прем'єрі в США в Опері Сан-Франциско того ж року. Бернстайн написав для нього партію у Чичестерських псалмах (1965). Він багато записував (включно з альбомами пісень Доуленда та Перселла й аріями Генделя), давав сольні концерти та виступав як соліст з провідними оркестрами США та за кордоном.
У 36 років завершив творчу діяльність і він приєднався до факультету Гантерського коледжу у Нью-Йорку як професор музики, де працював з 1966 до 1994 рік. Як вчений-дослідник Програми Фулбрайта читав лекції у США й Англії. Після перевидання на компакт-диск дев'яти записів «Experiences Anonymes» із серії стародавньої музики Lyrichord — семи томів «Музики середньовіччя», що містить музику Англії, Франції й Іспанії, а також його сольні концерти Берда та Доуленда з «In Nomine Players» і лютніст Джозеф Ядоне, відповідно — Оберлін виступав на радіопрограмах, зокрема «Performance Today» і «Millennium of Music», у яких давав інтерв'ю про своє життя та роботу в музиці. «Penguin Guide to Compact Discs» зазначив, що «голос Оберліна схожий на чудове вино: якщо його спробувати, ніщо інше не здається таким самим».
Оберлін з'явився у фільмі 1962 року під час виконання Кантати № 54 Баха, а Гленн Гулд виконує партію клавесина. Його також можна побачити у телесеріалі-антології «Камера три» 1962 року від Showcase Classic Arts, у якому співає арію з опери Генделя «Роделінда» та арію з «Сну в літню ніч» Бріттена. Ці та інші виступи записані у форматі DVD «Russell Oberlin: America's Legendary Countertenor», який містить дві телепередачі та інтерв'ю 2004 року. Оберлін помер у Нью-Йорку 25 листопада 2016 року у віці 88 років.